# Múm
múm (wym. [mu:m]) – eksperymentalna islandzka grupa muzyczna, której muzykę określa miękki wokal, elektroniczny glitch oraz różne tradycyjne instrumenty muzyczne. Nazwa zespołu nie miała nic oznaczać i nie ma nic wspólnego z angielskim słowem mum, dlatego powinna być czytana w języku polskim jako mum.
Grupa powstała w 1997 w składzie: Gunnar Örn Tynes, Örvar Þóreyjarson Smárason, siostry bliźniaczki Gyða i Kristín Anna Valtýsdóttir. W 2002, po pierwszym amerykańskim tournée, Gyða opuściła zespół, by powrócić na studia w Reykjavíku. W styczniu 2006 zespół opuściła również Kristín Anna; wiadomość ta została jednak ujawniona dopiero 23 listopada 2007.
Ich czwarty album – Go Go Smear the Poison Ivy – nagrywany w 2006 został wydany 24 września 2007. Premierę płyty poprzedzał singel „They Made Frogs Smoke 'Til They Exploded”, opublikowany 27 sierpnia 2007.
W dniu 27 sierpnia 2008 zespół ogłosił na swojej oficjalnej stronie internetowej, że pracuje nad swoją nową płytą. Członkowie múm nie potrafili podać dokładnej daty premiery, lecz zapewniali fanów, że z każdym dniem są coraz bliżej ukończenia. Udostępnili również kilka zdjęć z pracy nad realizacją albumu na swoim profilu My Space.
Podczas koncertu w Burgos (Hiszpania), który odbył się 22 maja 2009, zagrali piosenkę „Sing Along to Songs You Don't Know” ze swojego najnowszego albumu. Ten właśnie album, który był nagrywany w Finlandii, Estonii i Islandii, trafił do sprzedaży internetowej na stronie Gogoyoko w dniu 17 sierpnia 2009 oraz na płytach CD w dniu 24 sierpnia 2009.
Muzycy wypuścili w grudniu 2011 EP-kę pod nazwą Gleðileg Jól (co w języku islandzkim oznacza „Wesołych Świąt”) z tradycyjnymi islandzkimi kolędami.
W dniu 1 czerwca 2012 múm wypuścił kompilację zawierającą 15 utworów nagranych w latach 1998–2000 pt. Eraly Birds. 9 grudnia 2013, współpracując z Kylie Minogue, nagrał piosenkę „Whistle”, która pojawiła się na SoundCloud.
Zespół nagrał swój szósty album Smilewound we wrześniu 2013 i wydał go na płycie CD, winylowej oraz w wersji do pobrania. Następnie 7 września wydał go również na kasecie dla Cassette Store Day.

## Dyskografia

### Albumy
- Yesterday Was Dramatic – Today Is OK (2001)
- Finally We Are No One (2002)
- Loksins erum við engin (2002, islandzka wersja Finally We Are No One)
- Summer Make Good (2004)
- Go Go Smear the Poison Ivy (2007)
- Sing Along to Song You Don't Know (2009)
- Early Birds (2012)
- Smilewound (2013)

### Single
- „Green Grass of Tunnel” (2002)
- „Nightly Cares” (2004)
- „They Made Frogs Smoke 'til They Exploded” (2007)
- „Marmalade Fires” (2007)

### Minialbumy (EP)
- The Ballad of the Broken Birdie Records (1999)
- Dusk Log (2004)
- The Peel Session (2006)

### Kompilacje
- Blái Hnötturinn (2001) – ścieżka dźwiękowa
- Motorlab #2 (2001) – na kompilacji Kitchen Motors znalazły się 3 utwory múm
- Please Smile My Noise Bleed (2001) – 3 nowe utwory + remiksy
- Remixed (2002) – remiksy utworów z płyty Yesterday Was Dramatic – Today Is OK
- Fálkar (2002)
- Wicker Park (2004) – ścieżka dźwiękowa z utworem „We Have a Map of the Piano”
- Screaming Masterpiece (2005) – piosenka „Green Grass of Tunnel” była użyta w filmie; pojawił się tam do niej również teledysk
- Kitchen Motors Family Album/Fjölskyldualbúm Tilraunaeldhússins (2006) – na kompilacji pojawił się utwór „Asleep in a Hiding Place”

### Wydane tylko w Islandii
- Flugmaður (1999) z Andri Snær
- Náttúruóperan (1999) z Úrú Búrú Sextettinn